# Бери шинель, пошли домой
«Бери шинель, пошли домой» — песня советского композитора Валентина Левашова на стихи Булата Окуджавы.

## История
А мы с тобой, брат, из пехоты,

А летом лучше, чем зимой.

С войной покончили мы счёты,

С войной покончили мы счёты,

С войной покончили мы счёты, –

Бери шинель, пошли домой!

Война нас гнула и косила,

Пришёл конец и ей самой.

Четыре года мать без сына,

Четыре года мать без сына,

Четыре года мать без сына, –

Бери шинель, пошли домой!
Булат Шалвович часто писал о войне; ей было посвящено дебютное стихотворение поэта «Нам в холодных теплушках не спалось». Песня «Бери шинель, пошли домой» была написана Окуджавой в 1975 году для фильма режиссёра Гавриила Егиазарова «От зари до зари», рассказывающем о герое-фронтовике Фёдоре Васильевиче Рожнове.
Через пару лет с Левашовым связался Леонид Быков, работавший над фильмом «Аты-баты, шли солдаты…»:
Как выяснилось, он по радио услышал мою песню. Она ему очень понравилась, он под неё уже отснял сотни метров плёнки на натуре. Его звонок был ничем иным, как предложением мне стать композитором фильма. Когда я ему сказал, что песня «Бери шинель» из другого кинофильма «От зари до зари», он просто лишился дара речи.
Тем не менее, сокращённый вариант песни прозвучал в финальной сцене фильма.Песню исполнил сам Леонид Быков.  После этого песня зазвучала не только в радиопередачах, но и на концертных площадках, с телевизионных экранов, на военных парадах.

## Исполнители
Песню исполняли Алексей Покровский (фестиваль «Песня-75», записана в 1978), Иосиф Кобзон (1976), Эдуард Хиль (1977), Борис Иванов (1978), Владимир Шахрин. В 1978 году песня была записана Краснознамённым имени А. В. Александрова ансамблем песни и пляски Советской Армии.
В 2019 году для альбома-посвящения Окуджаве, выпущенного к его 95-летию, версию песни записала немецкая инди-группа Juno17, в 2020 году — сербский актёр Марко Долаш.

## Аллюзии
На песню есть отсылки у других исполнителей. 
Так, у Летова есть песня «Бери шинель» (1989), а у Земфиры строка «бери шинель, пошли домой» («1000 лет», 2007). У Агаты Кристи есть похожие строчки «Беру портвейн, иду домой». Название песни стало одним из лозунгов антивоенного протестного движения в России в 2022 году.